# Freimund Edlich
Freimund Leberecht Gottwald Edlich (* 15. Dezember 1836 in Miltitz; † 7. April 1891 in Dresden) war ein deutscher Landschaftsmaler, Fotograf und Botaniker.

## Leben
Freimund Edlich wirkte ab etwa 1860 bis zu seinem Tod als naturwissenschaftlicher Maler, Landschaftsmaler und als Fotograf in Dresden. Daneben beschäftigte er sich mit Botanik. Edlich wohnte in Dresden-Seevorstadt in der Dippoldiswaldaer Gasse 9, heute ein Stück der Josephinenstraße. Wohl ab 1862/1863 war er Leiter des Photographischen Ateliers von Ferdinand Hecker. Von 1863 bis 1891 hatte er mehrere eigene Ateliers in Dresden, so zum Beispiel 1868 in der Poliergasse 11, zuletzt in der Falkenstraße 20. Auf Etiketten firmierte er auch als „Photo und Verlag“. Nach seinem Tod führte die Witwe Ida Auguste Edlich das Fotografengeschäft am letzten Geschäftsort weiter.
1868 wurde er Mitglied der Naturwissenschaftlichen Gesellschaft „Isis“ in Dresden. Im gleichen Jahr erschien im 34. Band der „Verhandlungen der Kaiserlichen Leopoldino-Carolinischen deutschen Akademie der Naturforscher“ Edlichs bereits 1866 an die Akademie übergebene Abhandlung „Über die Bildung der Farrenwedel“, illustriert mit fünf Farblithografien. Am 1. Januar 1869 wurde Freimund Edlich unter der Präsidentschaft des Arztes, Naturphilosophen und Malers Carl Gustav Carus mit dem akademischen Beinamen F. Kaulfuss unter der Matrikel-Nr. 2095 als Mitglied in die Kaiserliche Leopoldino-Carolinische Deutsche Akademie der Naturforscher aufgenommen.

## Fotografisches Werk

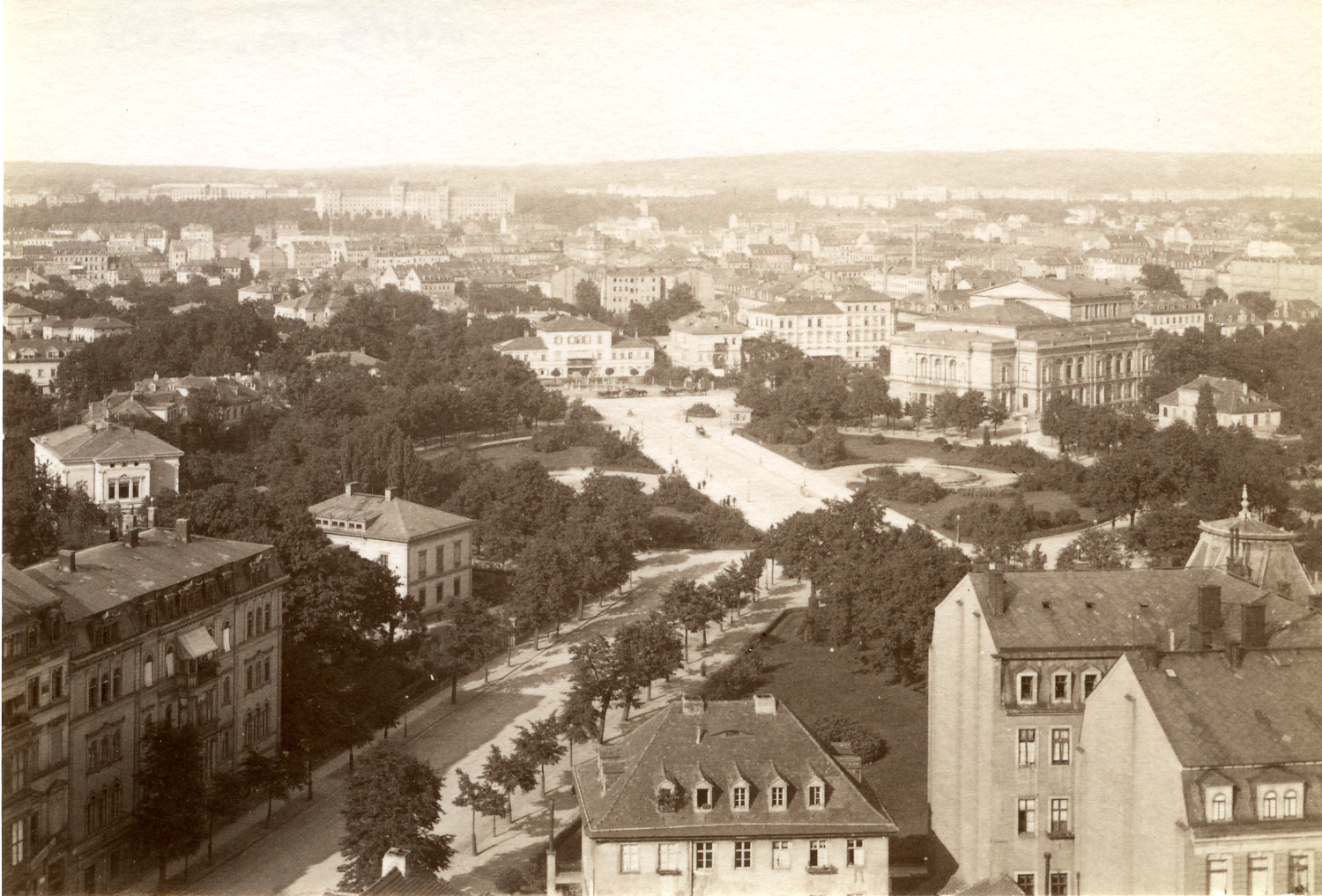
Albertplatz (Dresden), ca. 1887

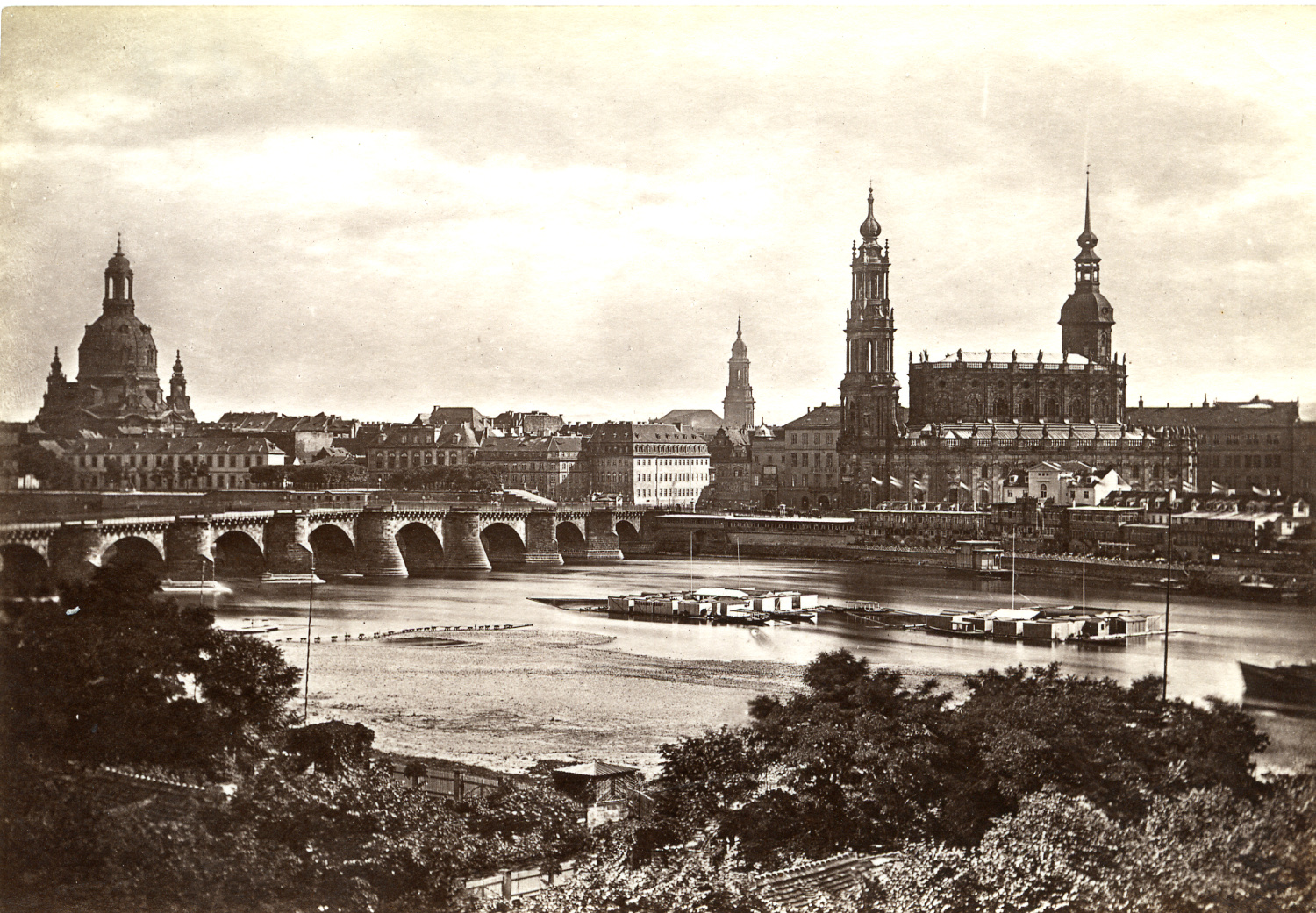
Canalettoblick, 1881

Zeitlich parallel zu und inhaltlich verwandt mit Hermann Krone und August Kotzsch betätigte sich Freimund Edlich als Fotograf vor allem in den Bereichen von Stadtdokumentation und Landschaftsfotografie. Die Prints sind in Form von Albuminpapierabzügen überliefert, die als Kontaktkopien von Glasnegativen gefertigt wurden. Zahlreiche Aufnahmen sind im Negativ mit dem Namen des Fotografen bezeichnet und datiert. Der Großteil des bislang bekannten Werks entstand in den 1880er Jahren.
In Dresden fotografierte Edlich zentrale Bauwerke und Plätze wie den Zwinger, das Residenzschloss, die Semperoper, die Sophienkirche oder den Altmarkt. Neben erzählerischen Veduten, die den „Canalettoblick“ aufgreifen, finden sich auch eher dokumentarisch intendierte Aufnahmen, die auf die detaillierte Erfassung von Architektur zielen, etwa die neugebaute Jägerkaserne in der Johannstadt. Edlichs besondere Stärke aber lag in der Landschaftsfotografie, für die er auf die Bildsprache der ausgehenden Romantik zurückgriff. Regionale Schwerpunkte sind die Sächsische und die Böhmische Schweiz sowie das Osterzgebirge. Dramatische Sandsteinfelsformationen, enge Schluchten und Gründe, aber auch sanfte Täler und Wiesen waren seine bevorzugten Sujets. Die auf die lange Belichtungszeit zurückgehenden Unschärfen etwa bei fließendem Wasser verleihen den Aufnahmen zusätzlichen malerischen Reiz. Neben mitunter nicht lokalisierbaren Naturmotiven befinden sich bekannte Orte in Edlichs Portfolio. Die Menschen auf der Aussichtsplattform der Bastei oder die Gastwirtschaft unterhalb des Prebischtors zeugen von der touristischen Erschließung und Nutzung dieser Sehenswürdigkeiten, und an Besucher der Region waren Edlichs Fotografien als Souvenirs sicherlich adressiert. Eine typografische Beschriftung eines Untersatzkartons mit „Sächs.-Böhmische Schweiz“ und der Angabe „Phot. & Verlag v. Freimund Edlich, Dresden“ deutet drauf hin, dass er seine Motive als Serien vertrieb. Im Kupferstich-Kabinett Dresden findet sich ein Beispiel für eine weitere Serien zu „Dresden und Umgebung“.

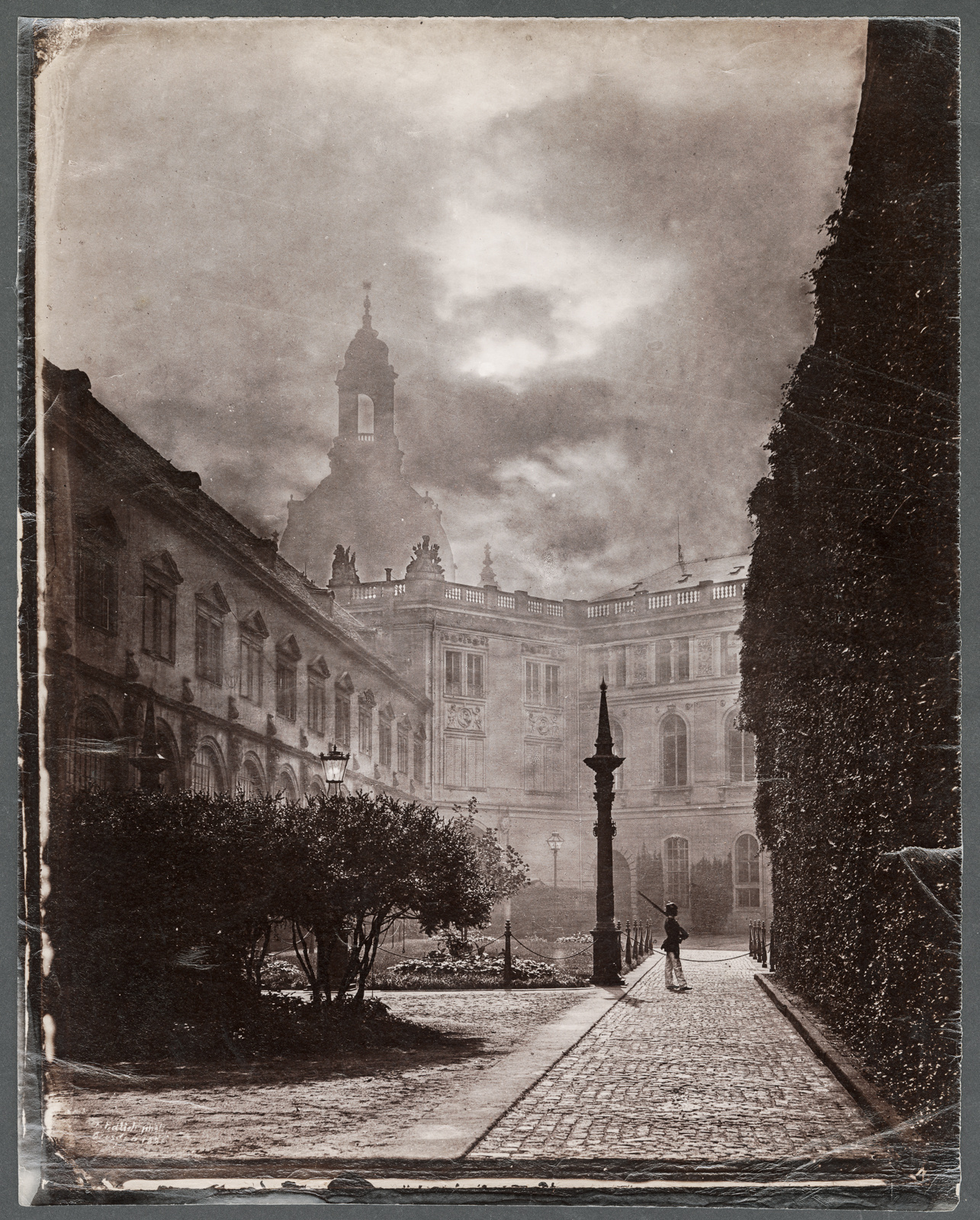
Nachtaufnahme des Stallhofs, ca. 1880

Mediengeschichtlich interessant sind wahrscheinlich mittels Negativmontage hergestellte Nachtaufnahmen, bei denen eine Landschaft oder zum Beispiel eine Ansicht des Dresdner Stallhofs mit einem von einem Wolkenschleier verdecktem Mond kombiniert wird, um eine geheimnisvoll anmutende Stimmung zu erzeugen. In einigen Naturstudien aber weist Edlichs Bildsprache, manchmal in frappanter Ähnlichkeit zu August Kotzsch, auf die stilistischen Tendenzen der 1920er Jahre voraus. Wenn er leicht schräg und in Draufsicht die Wurzeln einer Buche in den Fokus rückt oder drei schlanke Fichtenstämme als strenge Vertikalen fotografiert, klingt formal an, was sich im Neuen Sehen im frühen 20. Jahrhundert ausdifferenzieren wird.

## Nachlass
Die Deutsche Fotothek verwahrt mit knapp 120 Abzügen, darunter zahlreiche im ungewöhnlich großen Format von 30 × 24 cm, den umfangreichsten bislang bekannten Bestand zu Freimund Edlich. Einige der Aufnahmen wurden dem Fotografen aufgrund stilistischer Merkmale und ihrer Thematik zugeschrieben. Rund 50 Motive zeigen Landschaften der Sächsischen und Böhmischen Schweiz, die übrigen Stadtansichten und Architektur in Dresden und Umgebung
Das Kupferstichkabinett Dresden besitzt sieben Abzüge des Fotografen mit Landschafts- und Naturmotiven, die 1933 als Geschenk in die Sammlung kamen, sowie einen Holzstich nach einer Fotografie Edlichs. Im Museum für Sächsische Volkskunst befinden sich zwei Cartes Cabinet.

## Galerie

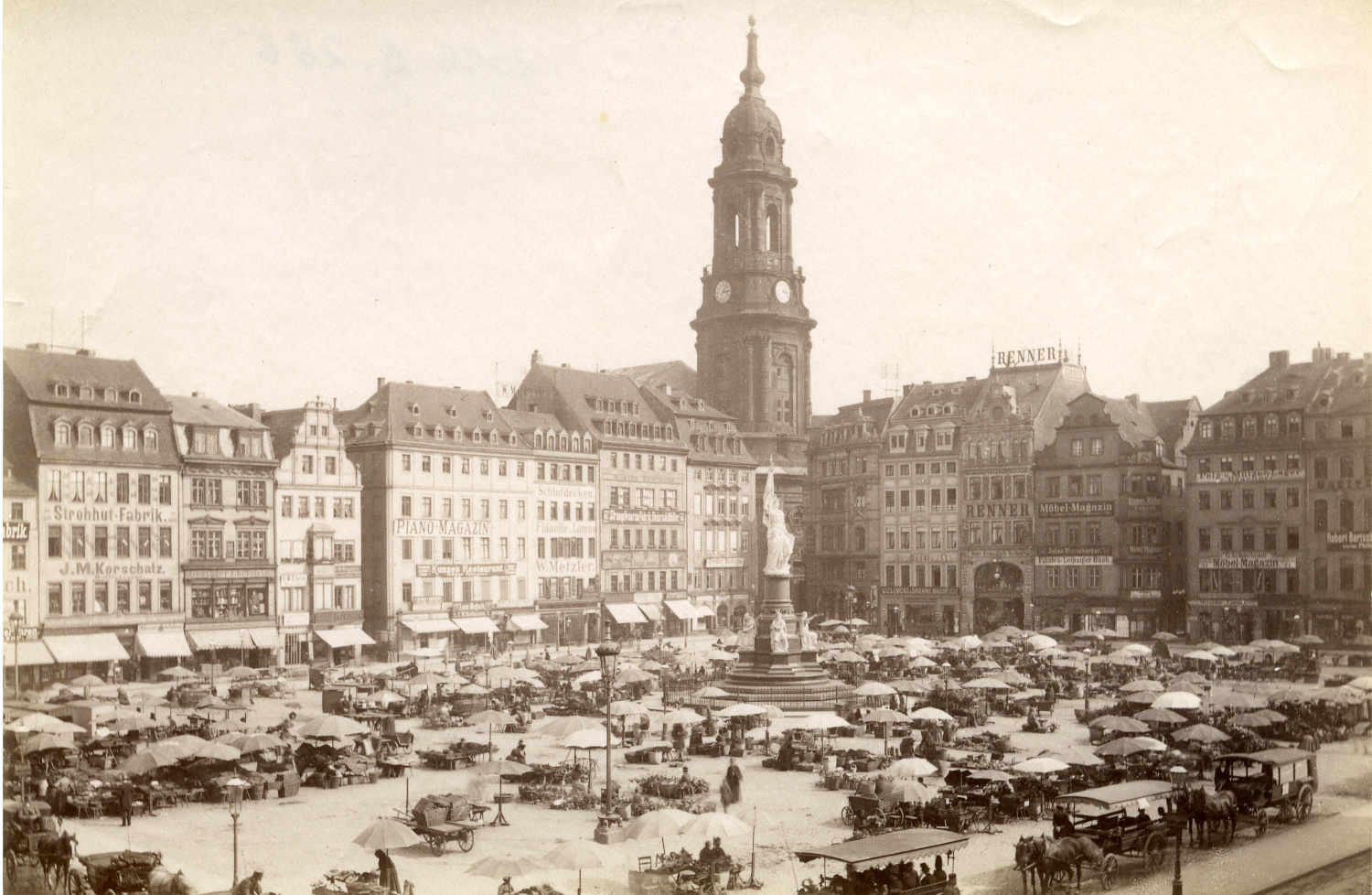
Altmarkt (Dresden), ca. 1889
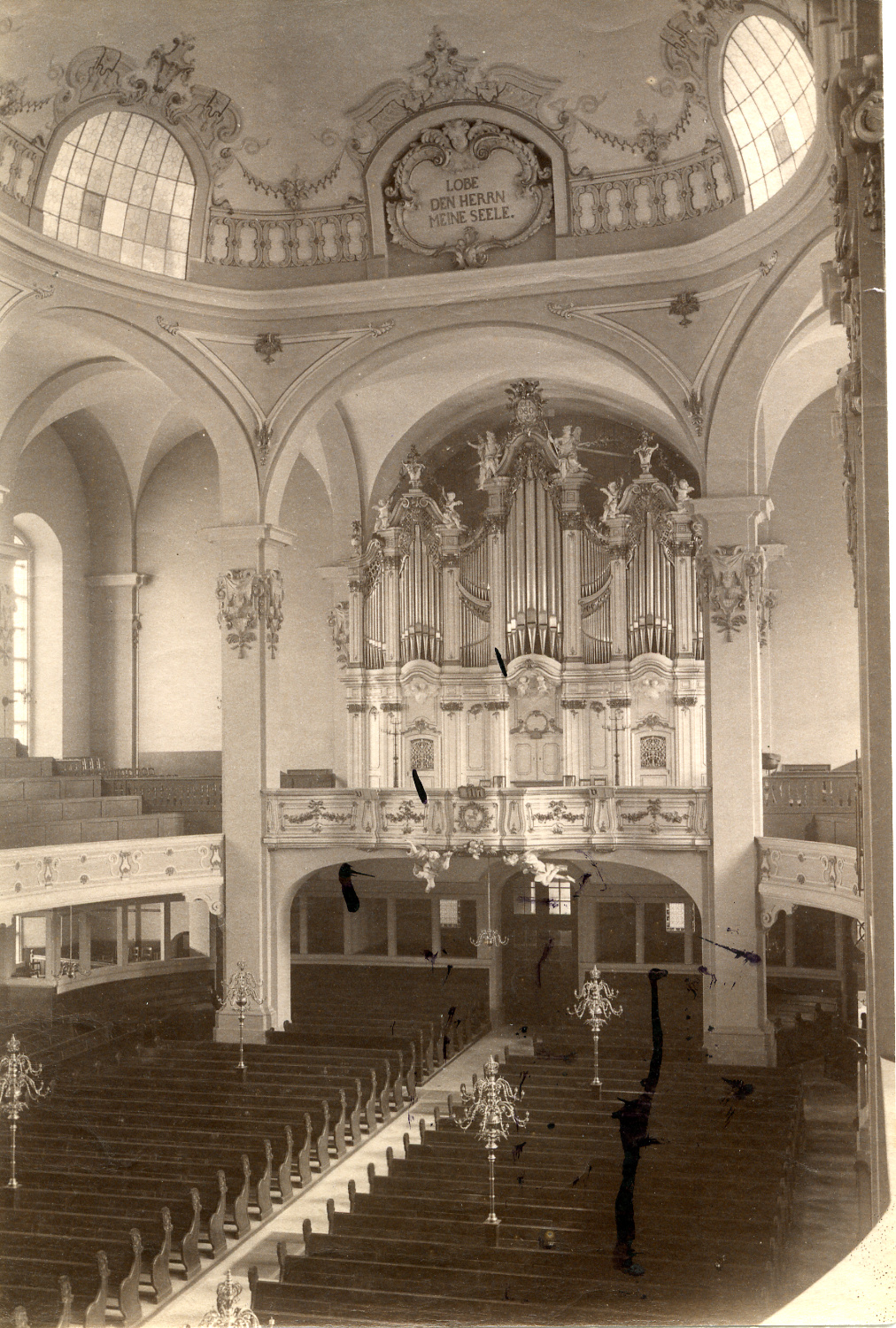
Dreikönigskirche (Dresden), ca. 1885
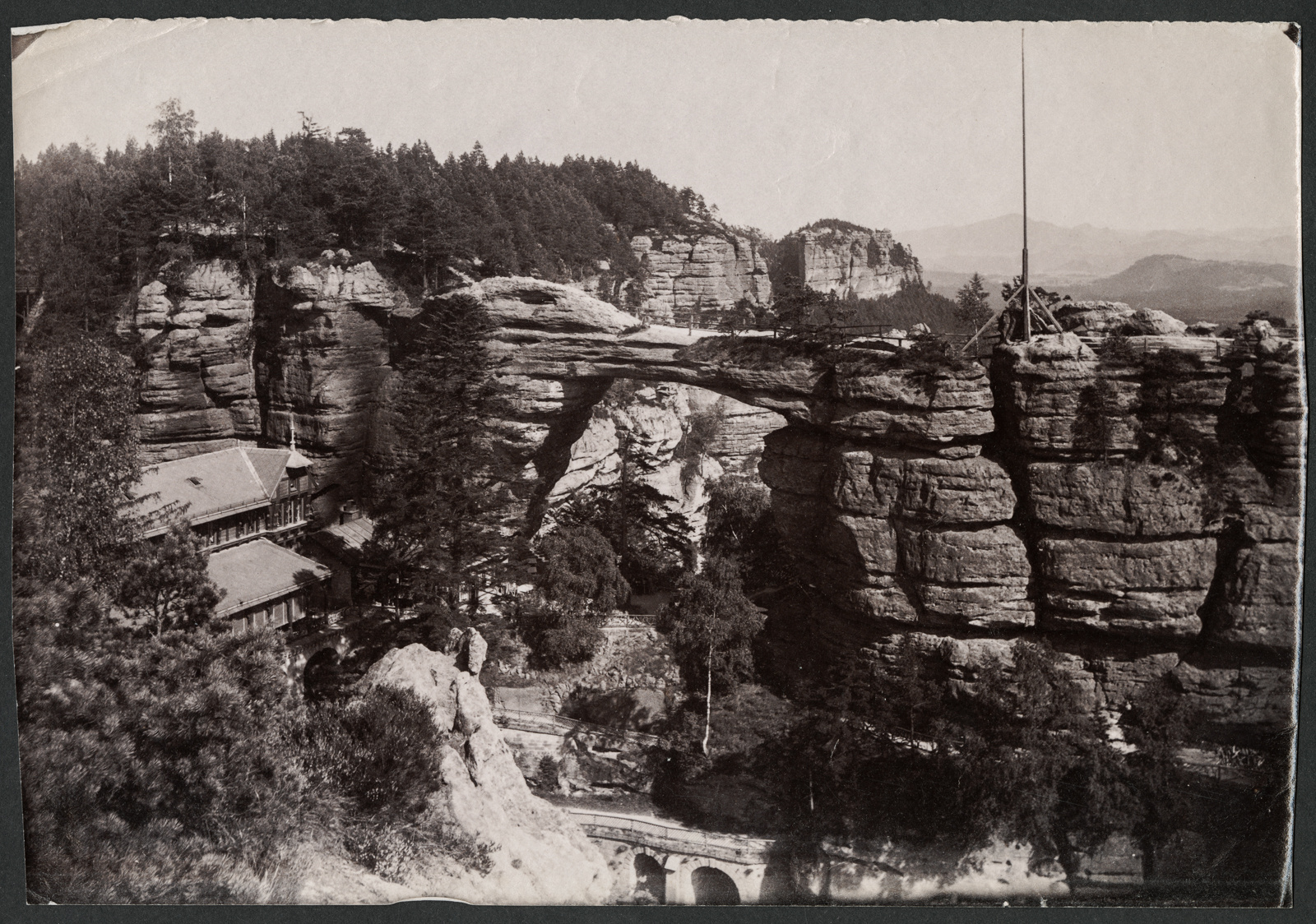
Prebischtor, zwischen 1870 und 1891
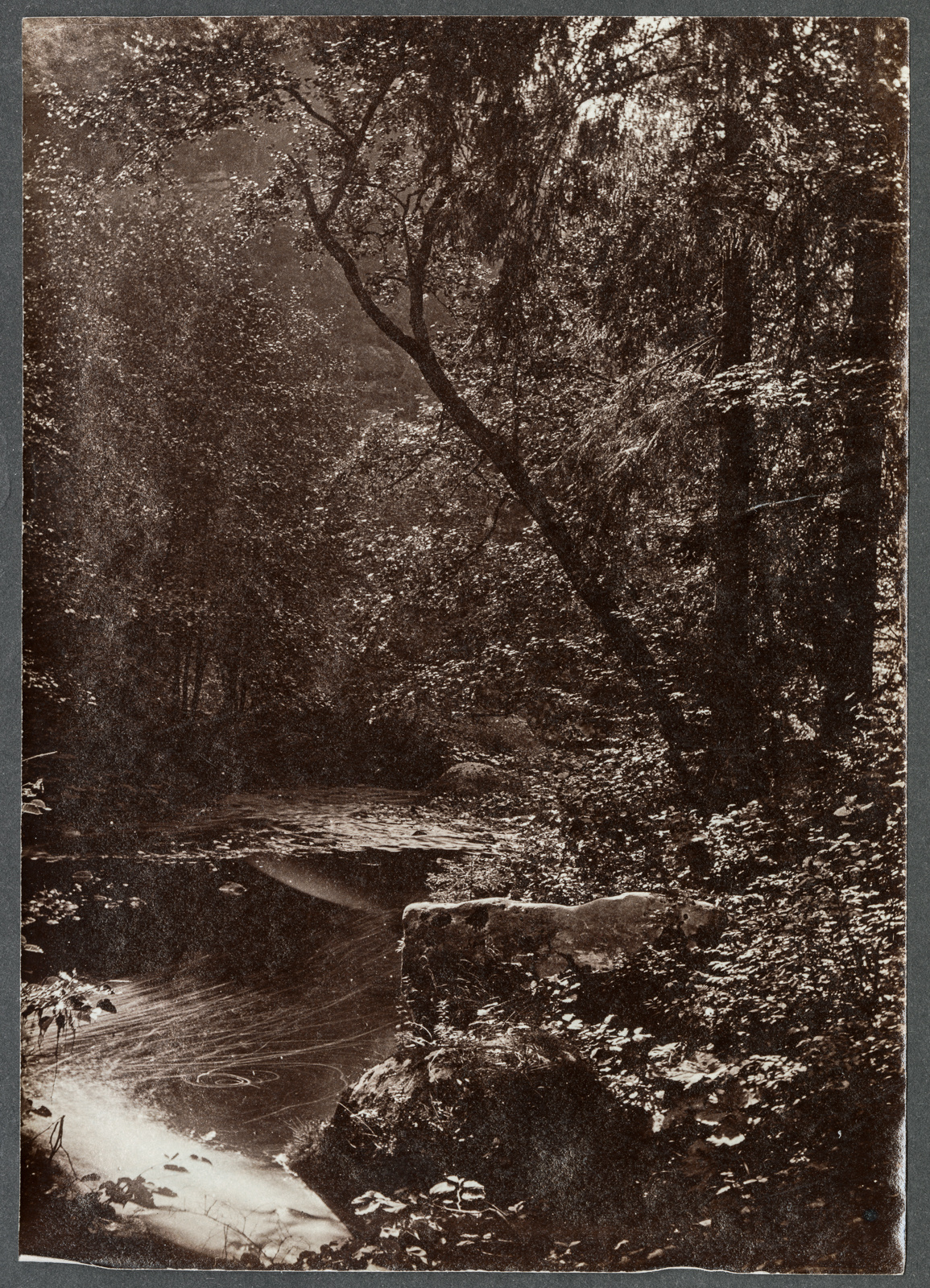
Fluss in einem bewaldeten schmalen Tal, zwischen 1870 und 1891
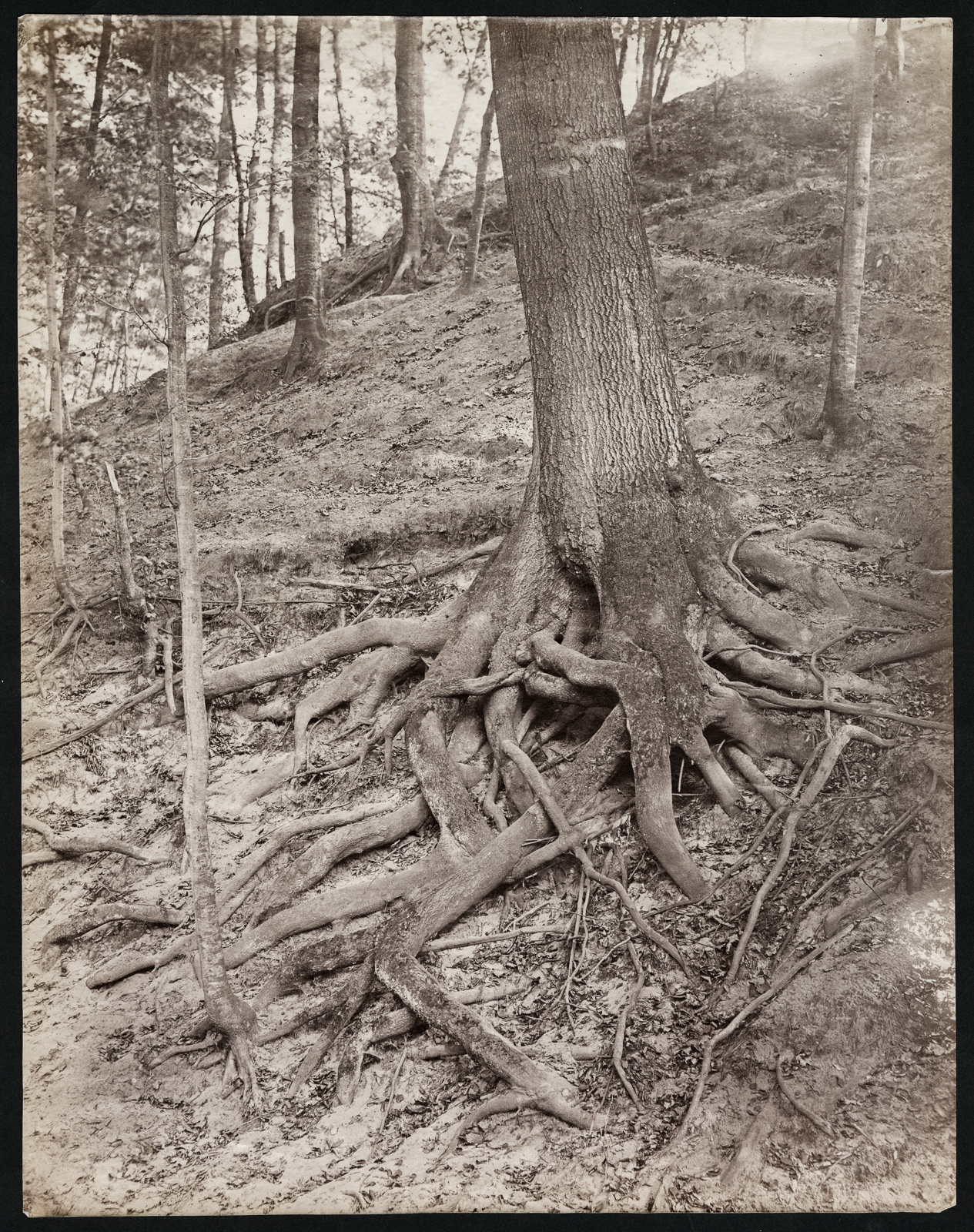
Naturstudie mit Wurzeln einer Rotbuche, zwischen 1870 und 1891

## Schriften

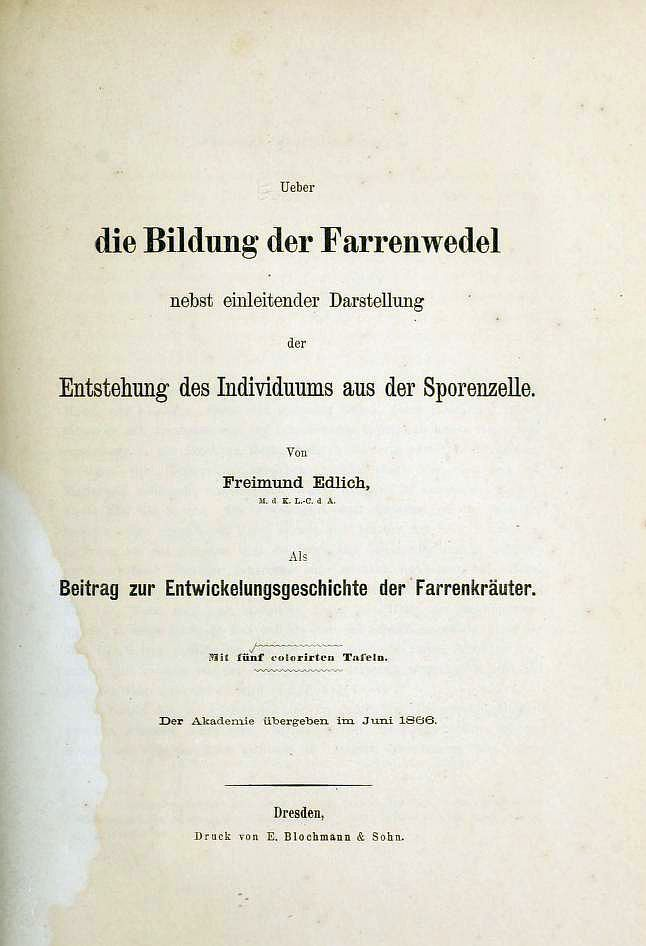
Über die Bildung der Farrenwedel (1866)

- Über die Bildung der Farrenwedel nebst einleitender Darstellung der Entwicklung des Individuums aus der Sporenzelle. In: Novorum actorum Academiae Caesareae Leopoldino-Carolinae Germanicae Naturae Curiosorum, 34, Abhandlungen III, Blochmann, Dresden 1868 (Digitalisat)

## Ausstellungen
- 1982 Photographie in Dresden, Staatliche Kunstsammlungen Dresden, Kupferstich-Kabinett
- 1959 Künstlerische Fotografie in Dresden, von den Anfängen bis in unsere Zeit, Staatliche Galerie Moritzburg, Halle/Saale